# Campeonato de Primera División 1952 (Bolivia)
La temporada del Fútbol Profesional Boliviano de 1952 se realizó sólo con equipos de La Paz pues era hasta el momento la única Asociación que tenía equipos profesionales, posteriormente se irían incorporando los equipos de Oruro y Cochabamba a medida que iban adoptando la profesionalización.
El campeón del Certamen fue The Strongest.

## Campeonato Profesional de la LPFA
El Campeonato Profesional de la LPFA es un torneo profesional de primera división en Bolivia que organiza La Paz Football Association. Entre 1950 y 1959, al ser la asociación de fútbol más importante de Bolivia y la única Profesional, organiza los únicos torneos profesionales del país y por tanto los ganadores son considerados Campeones Nacionales. El Campeón de esta edición fue el Club The Strongest siendo este el primer título profesional y nacional de su historia.
El torneo se jugó desde el 1º de junio de 1952 hasta el 24 de noviembre de 1952, en formato de todos contra todos.
Participaron los siguientes equipos: Club Always Ready, Club Bolívar, Club Ferroviario, Club Ingavi, Club Litoral, Northern F.C., Club The Strongest y Unión Maestranza de Viacha.

### Tabla de Posiciones[2][3]
| Pos | Equipo            | Pts | PJ | G | E | P | GF | GC | Dif |
| --- | ----------------- | --- | -- | - | - | - | -- | -- | --- |
| 1º  | The Strongest (C) | 18  | 14 | 8 | 2 | 4 | 32 | 26 | 6   |
| 2º  | Always Ready      | 17  | 14 | 6 | 5 | 3 | 34 | 24 | 10  |
| 3º  | Ingavi            | 17  | 14 | 6 | 5 | 3 | 31 | 35 | -4  |
| 4º  | Bolívar           | 16  | 14 | 7 | 2 | 5 | 46 | 25 | 21  |
| 5º  | Litoral           | 14  | 14 | 5 | 4 | 5 | 35 | 31 | 4   |
| 6º  | Unión Maestranza  | 13  | 14 | 5 | 3 | 6 | 21 | 28 | -7  |
| 7º  | Ferroviario       | 10  | 14 | 4 | 2 | 8 | 23 | 35 | -12 |
| 8º  | Northern F.C.     | 7   | 14 | 2 | 3 | 9 | 25 | 43 | -18 |

|                                                                                           |
| Campeón del Torneo Profesional de 1ª división de la AFLP The Strongest 1º Título Nacional |

|  |                                 |
|  | Campeón.                        |
|  | Descenso.                       |
|  | Ascendido Club Deportivo Árabe. |